# Holomelina aurantiaca
Holomelina aurantiaca är en fjärilsart som beskrevs av Jacob Hübner 1831. Holomelina aurantiaca ingår i släktet Holomelina och familjen björnspinnare. Inga underarter finns listade i Catalogue of Life.